# Chrysophyllum africanum
Chrysophyllum africanum är en tvåhjärtbladig växtart som beskrevs av A.Dc. Chrysophyllum africanum ingår i släktet Chrysophyllum och familjen Sapotaceae. Inga underarter finns listade i Catalogue of Life.